# 町尻具英
町尻 具英（まちじり ともひで）は、江戸時代の公家、公卿。羽林家の町尻家当主。祖父は福島正則。

## 生涯
1623年（元和9年）、権中納言である水無瀬兼俊とその正室で福島正則の娘の次男として生まれる。町尻家の開祖となり、大蔵大輔、従四位上となった。
1671年（寛文11年）4月、死去。享年49。墓所は京都府京都市の妙心寺。

## 系譜
- 父親：水無瀬兼俊
- 母親：福島正則の娘
- 長男：水無瀬兼豊
- 養子：町尻兼量（水無瀬氏信の次男）[1]